# Vangelo di Gamaliele
Il Vangelo di Gamaliele è un vangelo apocrifo con attribuzione pseudoepigrafa a Gamaliele, stimato maestro ebreo del I secolo. Datato al IV secolo, è scritto in copto, forse rielaborante materiale greco precedente.
Descrive gli eventi della domenica di Pasqua successivi alla risurrezione di Gesù ed esalta la figura di Ponzio Pilato e sua moglie Procla, che prendono in consegna la Sindone. 
È evidente la dipendenza da un altro vangelo apocrifo relativo alla passione, il Vangelo di Nicodemo o Atti di Pilato.
Come gli altri vangeli della passione, il Vangelo di Gamaliele è all'origine dell'esaltazione cristiana di Pilato e sua moglie Procla, considerati santi dalle chiese greco-ortodossa e copta. I due, non solo appaiono come due amici di Gesù, ma prendono addirittura in consegna le bende in cui era stato sepolto il Signore. Dopo la condanna a morte, infatti, Pilato riceve l'apparizione di Gesù che lo invita a convertirsi e a recarsi al sepolcro per testimoniare la Resurrezione. Come gli altri apocrifi lo scritti ha una forte tendenza antigiudaica.